# Jerome Singleton
Jerome Singleton Jr., né le 7 juillet 1986, est un athlète handisport américain.

## Études et carrière scientifique
Singleton est originaire de Caroline du Sud,.
Il obtient une double licence en mathématiques et en physique appliquée à Morehouse College à Atlanta, puis également une licence en génie industriel à l'Université du Michigan. Il obtient ensuite un internat à la NASA, au Glenn Research Center à Cleveland, où il participe à un programme de développement d'un « moteur sans dépendance au pétrole » pouvant être utilisé pour l'exploration de Mars. Il participe également à un projet de scanner oculaire visant à détecter les cataractes. Il obtient aussi un internat en recherche en physique des particules au CERN, en Suisse,,. 
En 2010, il interrompt provisoirement sa carrière scientifique pour se consacrer pleinement à sa carrière sportive.

## Carrière sportive
Singleton est né sans péroné à la jambe droite, qui est amputée sous le genou lorsqu'il a dix-huit mois.  Il découvre le handisport de haut niveau en 2006, à l'âge de 20 ans, ne connaissant « rien aux Paralympiques » avant cette date. Dans la catégorie T44 (amputé jambe), il participe aux Jeux parapanaméricains de 2007, remportant le bronze au 100 m et l'argent au 200 m. En mai 2008, à la Coupe du Monde paralympique à Manchester, il remporte l'or sur le 100 m, et l'argent à nouveau sur 200 m. Qualifié pour prendre part à la délégation américaine aux Jeux paralympiques d'été de 2008 à Pékin en septembre, il obtient l'argent sur le 100 m, en 11 s 20, derrière le Sud-Africain Oscar Pistorius (11 s 17). Il y obtient également sa première médaille d'or paralympique, en équipe, avec Jim Bizzell, Casey Tibbs et Brian Frasure, dans le 4 × 100 m hommes T42-46,.
En 2009, lors de diverses compétitions handisport, il obtient deux médailles d'or et deux d'argent, dont une médaille d'argent à la Coupe du Monde paralympique 2009 où il est à nouveau battu par Oscar Pistorius sur le 100 m. En 2010, il remporte deux médailles d'argent au Championnat national paralympique américain,.
Singleton présente son ami Pistorius comme une source d'inspiration, un « frère », et comme l'homme qu'il entend battre. Il y parvient lors des Championnats du monde d'athlétisme paralympique de 2011 à Christchurch (Nouvelle-Zélande), remportant l'or au 100 m juste devant Pistorius, qui était invaincu depuis sept ans. Les deux hommes affichent un temps de 11 s 34 au chronomètre, mais l'Américain est déclaré gagnant à la photo-finish. Singleton obtient aussi deux médailles d'argent à ces championnats (au 200 m, et au relai 4 × 100 m en équipe),.
Qualifié à nouveau dans la délégation américaine aux Jeux paralympiques d'été de 2012 à Londres, avec un record personnel de 11 s 1 avant les Jeux, il prend part à trois épreuves. Dans le 4 × 100 m T42-46, le quatuor américain dont il fait partie est disqualifié pour une faute lors de la transition entre deux coureurs ; Pistorius, lui, remporte l'or avec l'équipe sud-africaine. Dans le 200 m, Singleton est cinquième, en 23 s 58, tandis qu'Oscar Pistorius prend la médaille d'argent derrière le Brésilien Alan Fonteles Cardoso Oliveira. Sur le 100 m, les deux hommes sont distancés par de nouveaux concurrents : le jeune Britannique Jonnie Peacock remporte la médaille d'or en 10 s 90, nouveau record paralympique, tandis qu'Oscar Pistorius est quatrième (11 s 17), et Jerome Singleton sixième (11 s 25).
Lors des Championnats du monde d'athlétisme handisport 2013, à Lyon, il obtient l'or en équipe au 4 × 100 m relai T42-46, et deux médailles de bronze en individuel : le 100 m et le 200 m T44.